# Marie-Henriette Manuel-Doussaint
Marie-Henriette Manuel-Doussaint, dite Manu Doussaint, née le 8 juillet 1937 à Limoges et morte le 22 janvier 2010 à Cannes, est une joueuse française de basket-ball.

## Biographie
Manu Doussaint débute au Paris UC, remportant le titre de championne de France en 1961. Elle est alors appelée en équipe de France féminine de basket-ball où elle compte 4 sélections de 1961 à 1962. Elle devient ensuite entraîneur.